# Furo (pesce)
Furo è un genere di pesci ossei estinti, appartenenti agli ionoscopiformi. Visse tra il Triassico medio e il Giurassico superiore (circa 240 – 145 milioni di anni fa) e i suoi resti fossili sono stati ritrovati in Europa.

## Descrizione
Questo pesce possedeva un corpo slanciato e allungato, tipico di un animale predatore. Le pinne pettorali erano solitamente allungate e strette ed erano particolarmente sviluppate, anche se la loro morfologia variava da specie a specie. La pinna dorsale era situata relativamente indietro lungo il corpo, ed era sostenuta da raggi la cui lunghezza decresceva regolarmente verso l'indietro. La pinna anale e le pinne pelviche erano piuttosto ridotte, mentre la pinna caudale era semi-eterocerca e dotata di un lobo superiore più sviluppato. Le scaglie che ricoprivano il corpo erano lisce e quadrangolari. Il cranio era solitamente allungato (anche se alcune specie possedevano un cranio più corto) e dotato di una dentatura costituita da denti conici e appuntiti, piuttosto spaziati fra loro. Le dimensioni di Furo variavano da specie a specie, ma solitamente erano comprese tra i 10 centimetri e il mezzo metro di lunghezza. 

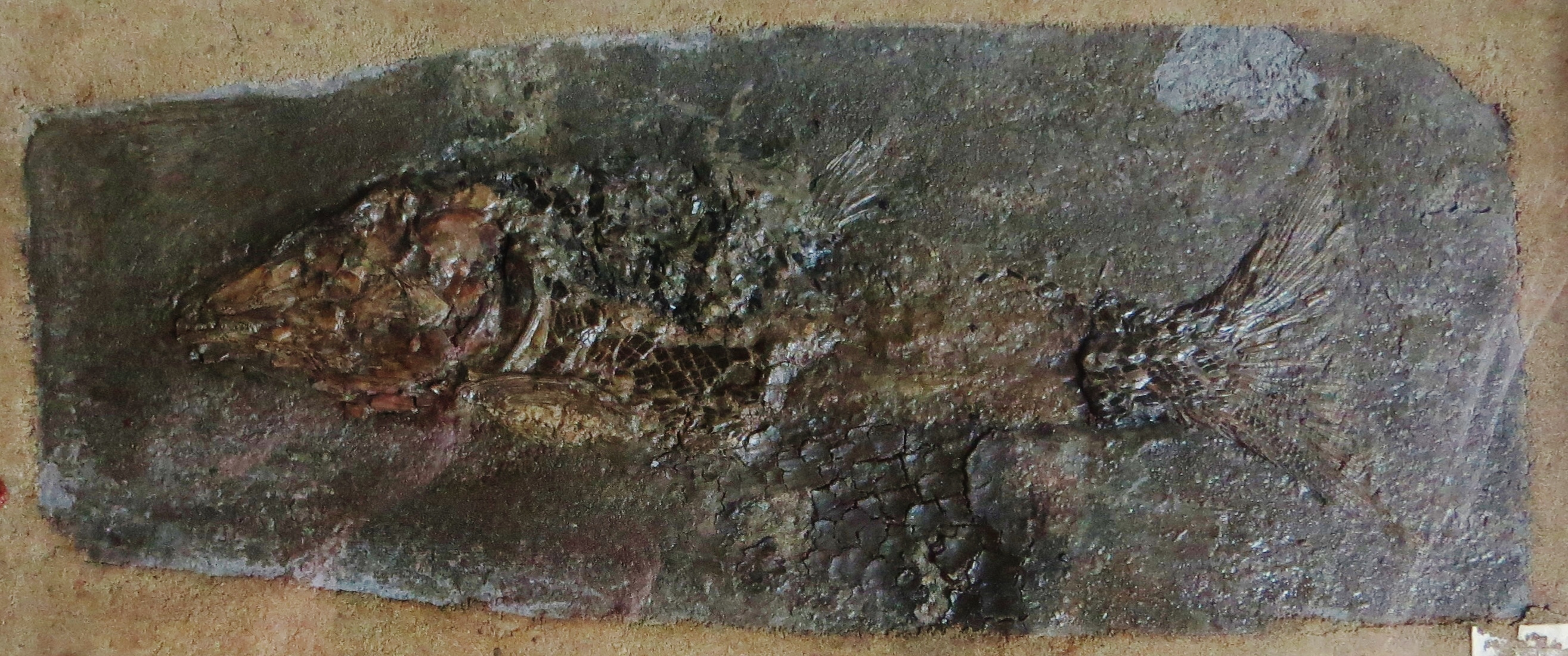
Fossile di Furo proveniente da Lyme Regis (Teylers Museum)

## Classificazione
I primi fossili di questo animale vennero descritti da Louis Agassiz nel 1843; lo studioso svizzero istituì il genere Eugnathus, ma questo nome generico era già stato utilizzato in precedenza da Schoenherr nel 1833 per designare un coleottero; fu quindi Gistl nel 1848 a istituire il genere Furo. La specie tipo è F. orthostomus, proveniente dal Giurassico inferiore di Lyme Regis (Inghilterra), mentre una delle specie più note è F. normandica, studiata da Wenz nel 1968 e proveniente dal Toarciano della Francia settentrionale. Le specie più antiche (F. hermesi, F. trottii) provengono dal Triassico medio dell'Italia settentrionale e vennero inizialmente attribuite ai generi Semionotus e Lepidotes. 

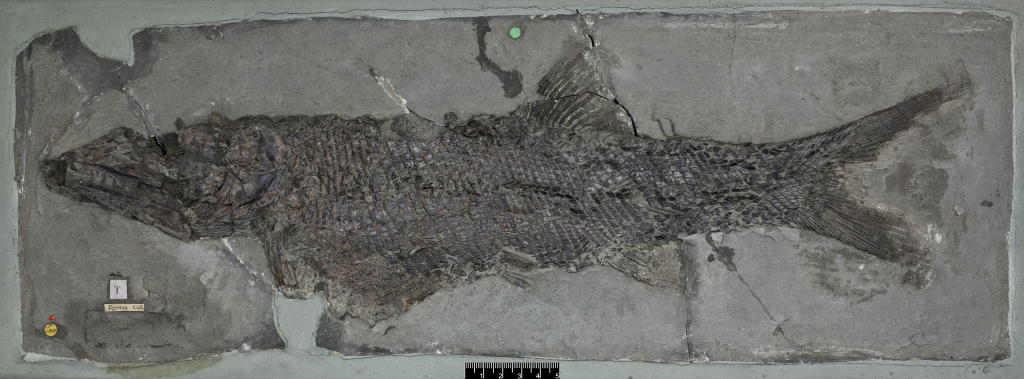
Fossile di Furo orthostomus

Sono note numerose altre specie attribuite al genere Furo, rinvenute in numerosi giacimenti europei e provenienti da orizzonti geologici disparati, che abbracciano un periodo di quasi 100 milioni di anni, ma è probabile che il genere non fosse monofiletico: Furo potrebbe rappresentare quindi un grado evolutivo di pesci amiiformi o ionoscopiformi, con specie appartenenti in realtà ad altri generi. Ad esempio, la specie F. longiserratus del Giurassico superiore tedesco potrebbe essere simile a Ophiopsis, mentre F. microlepidotes sembrerebbe essere affine a Caturus (Lambers, 1998).

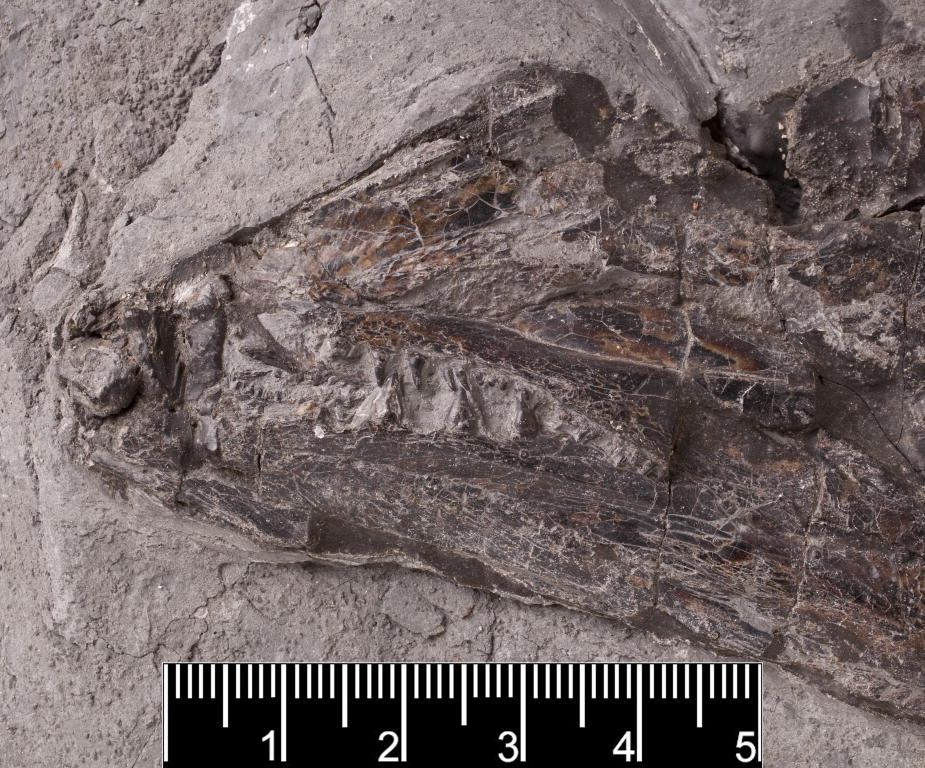
Particolare del cranio di un esemplare di Furo orthostomus. In evidenza i grandi denti acuminati.

## Paleobiologia
La maggior parte delle specie attribuite al genere Furo erano pesci predatori che abitavano acque marine calme e poco profonde. Furo comprendeva forme predatrici dal corpo slanciato, probabilmente abili a inseguire le prede.

## Galleria d'immagini

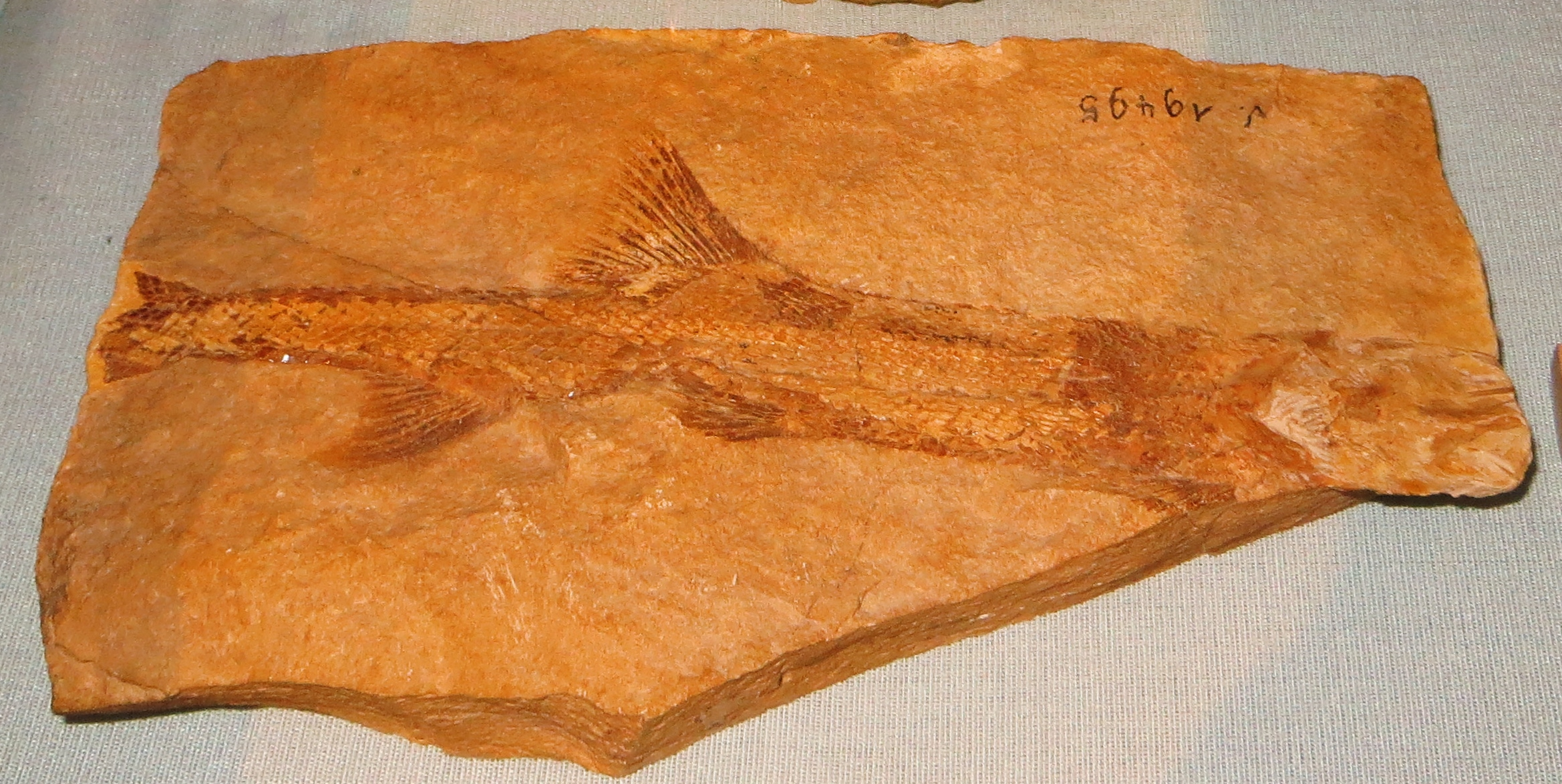
Fossile di Furo longiserratus
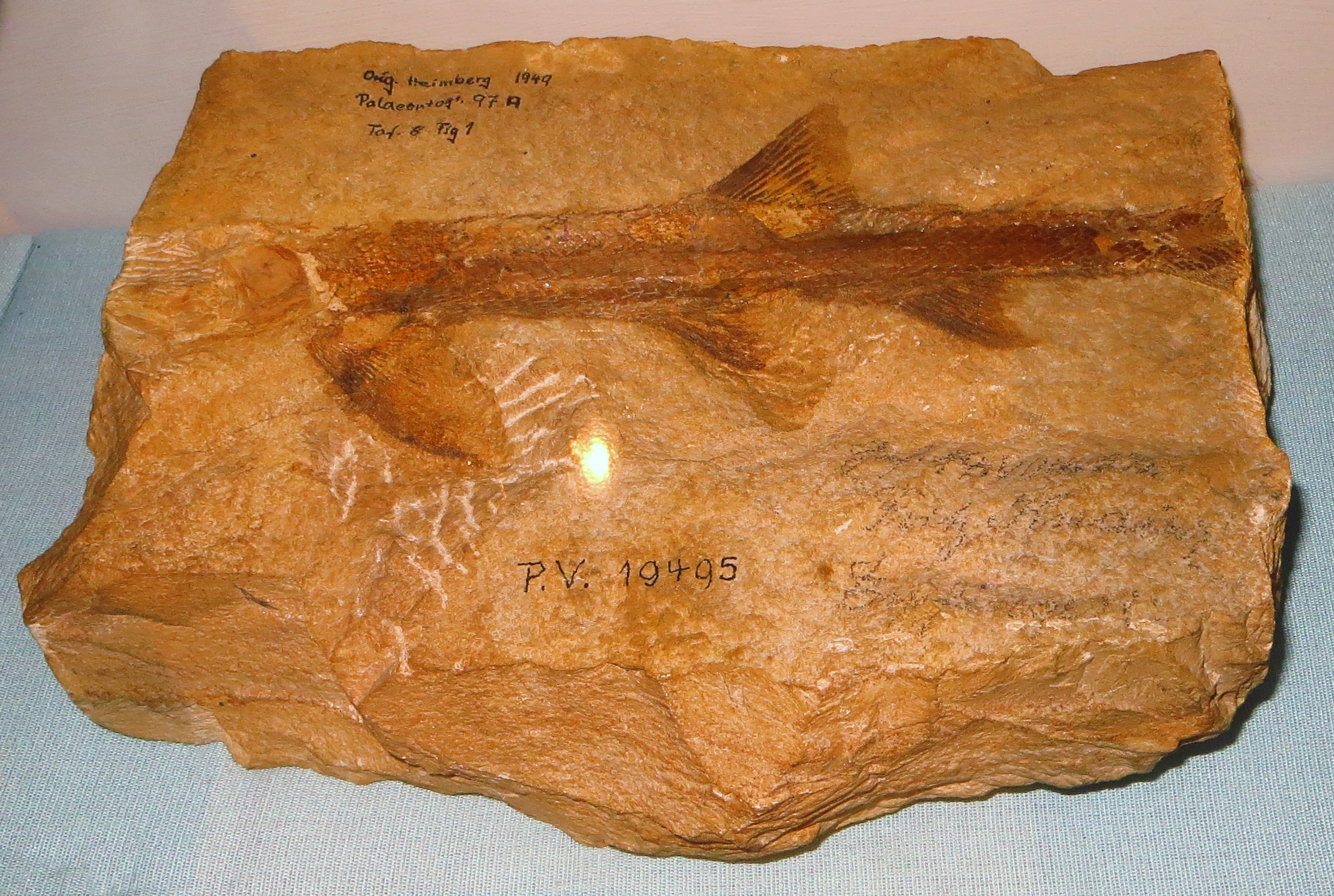
Fossile di Furo longiserratus
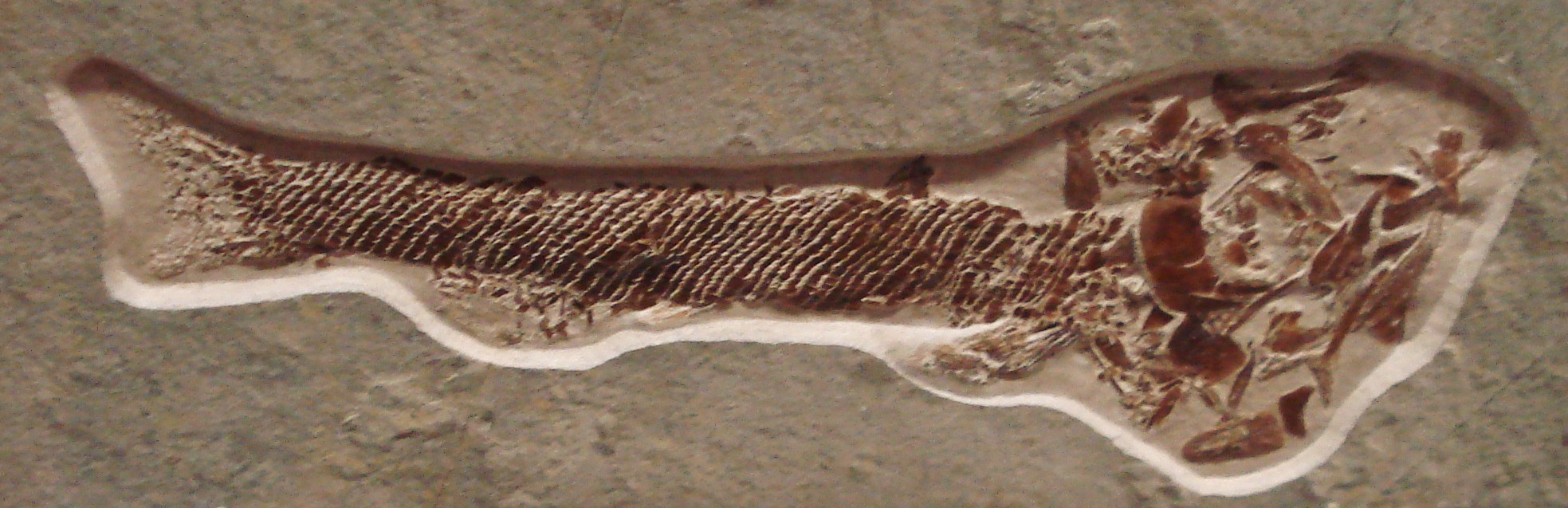
Fossile di Furo aldingeri
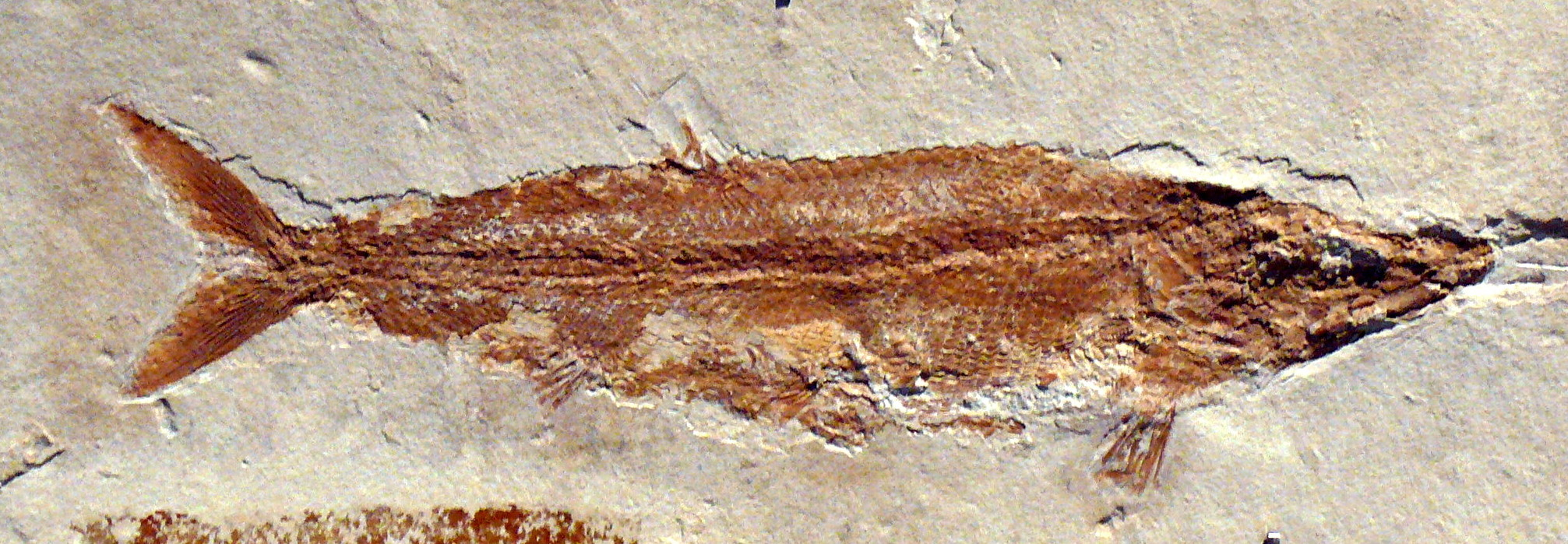
Fossile di Furo microlepidotes
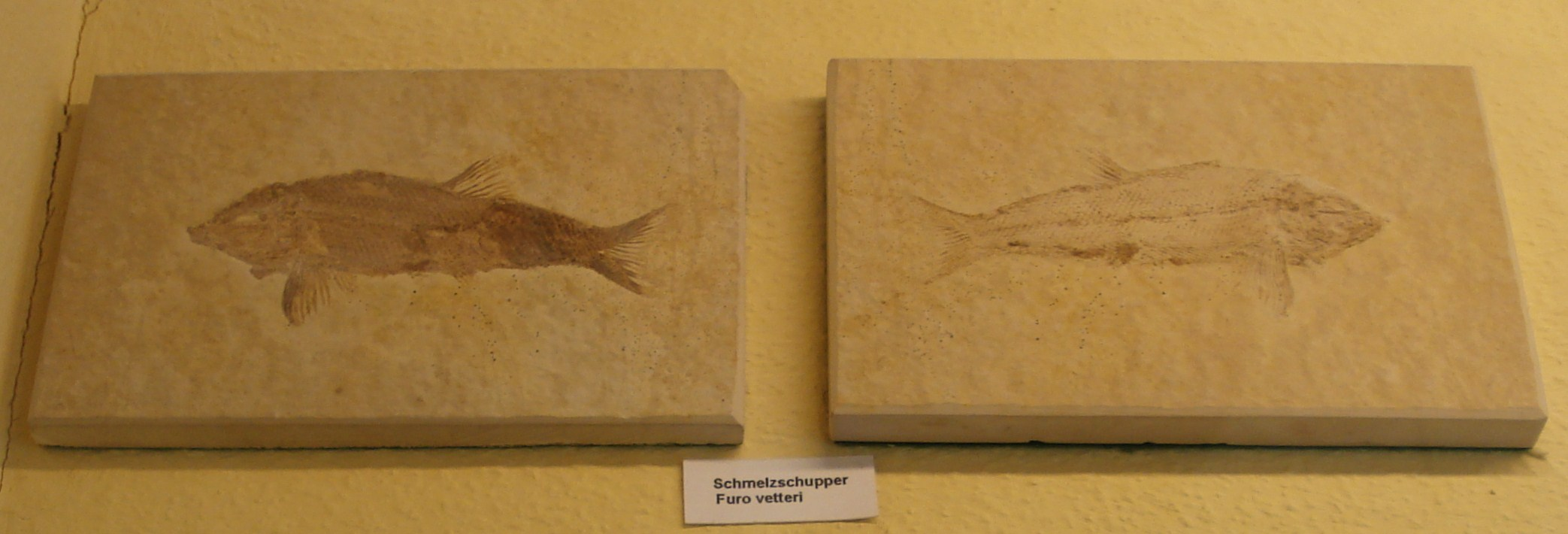
Fossile di Furo vetteri
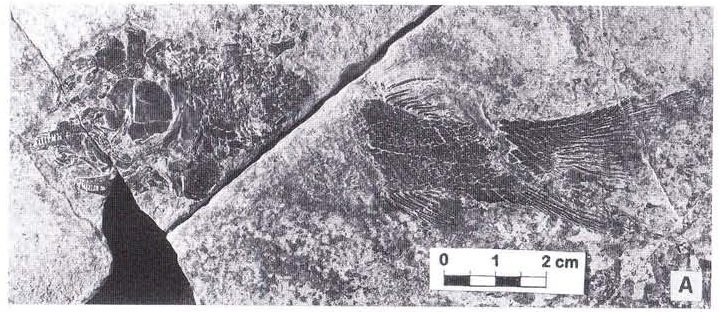
Fossile di Furo trottii